# Záhumenice (Vítkovská vrchovina)
Záhumenice je nápadný vrchol na katastru obce Vřesina (nad osadou Mexiko) nad potokem Záhumenička v okrese Ostrava-město v Moravskoslezském kraji. Má nadmořskou výšku 314 m. a patří do východního výběžku pohoří Vítkovské vrchoviny (části Nízkého Jeseníku). Vrchol nabízí výhled na okolní vesnice, Ostravu, Moravskou bránu a Moravskoslezské Beskydy.

## Další informace
Poblíž vrcholu, kde se nachází poměrně velká oplocená vodárna složená ze 3 komor (budov), vede polní cesta z osady Mexiko. Výstup na vrchol lze také provézt z Ostravy-Poruby nebo Vřesiny.
Severovýchodním směrem pod vrcholem se nachází Skalka (family a ski) park, Minizoo, Stříbrná věž a Sportovně střelecký klub Poruba, Skalka.
Záhumenice jsou druhým největším vrcholem katastru obce Vřesina (nejvyšším je Mezihoří).

## Galerie

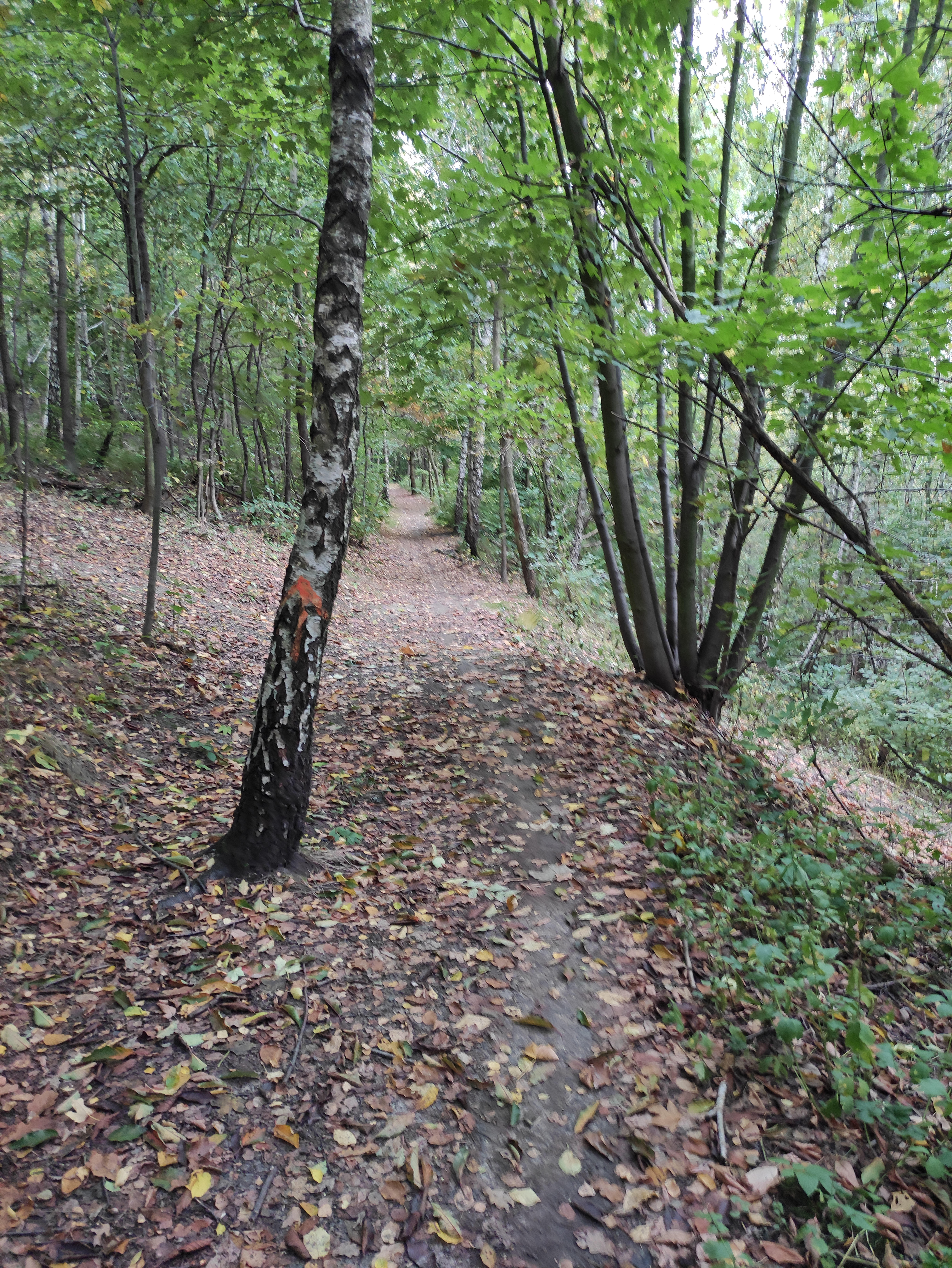
Lesní stezka pod Záhumenicí
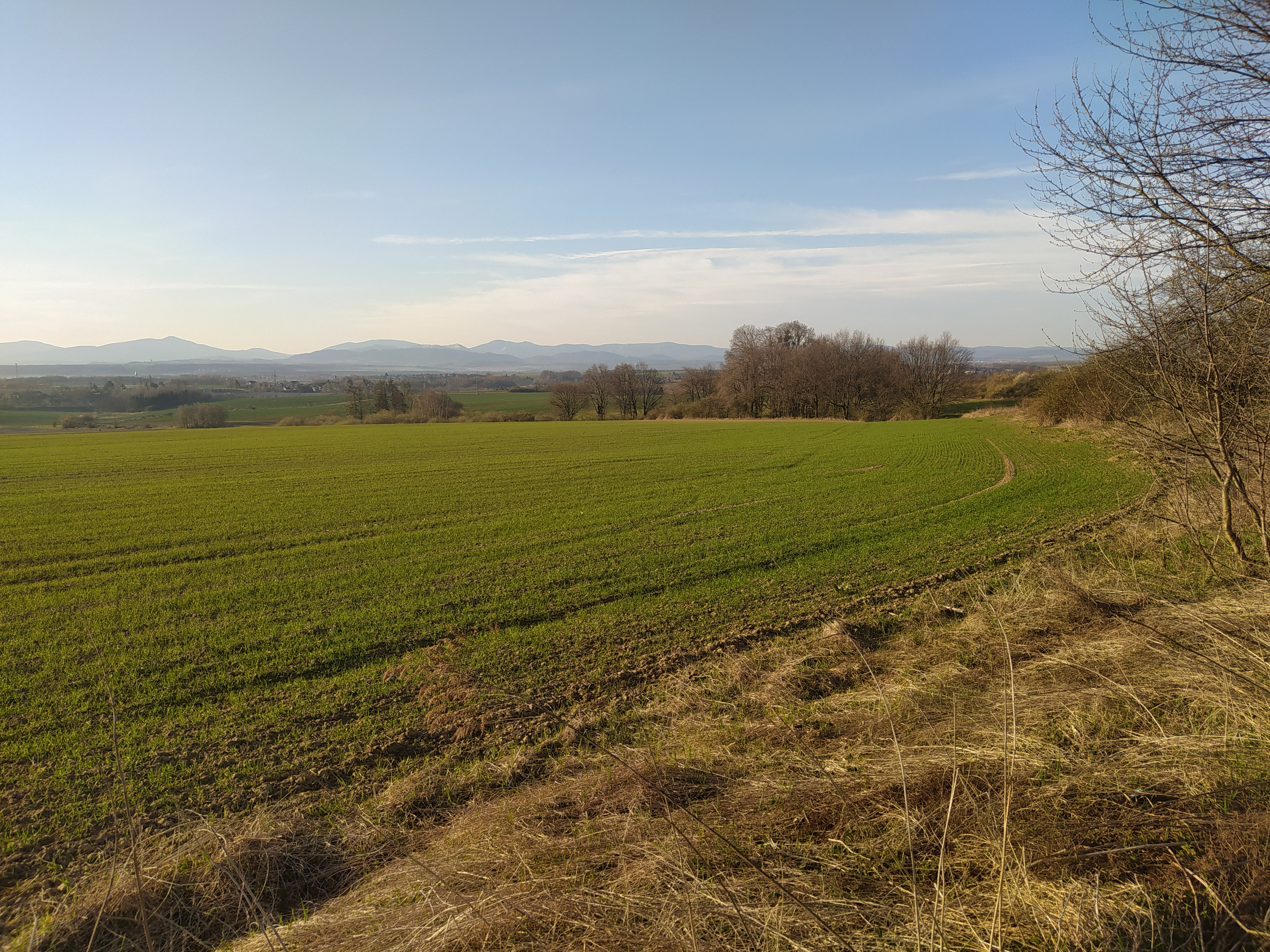
Záhumenice - pohled na Moravskou bránu a Moravskoslezské Beskydy
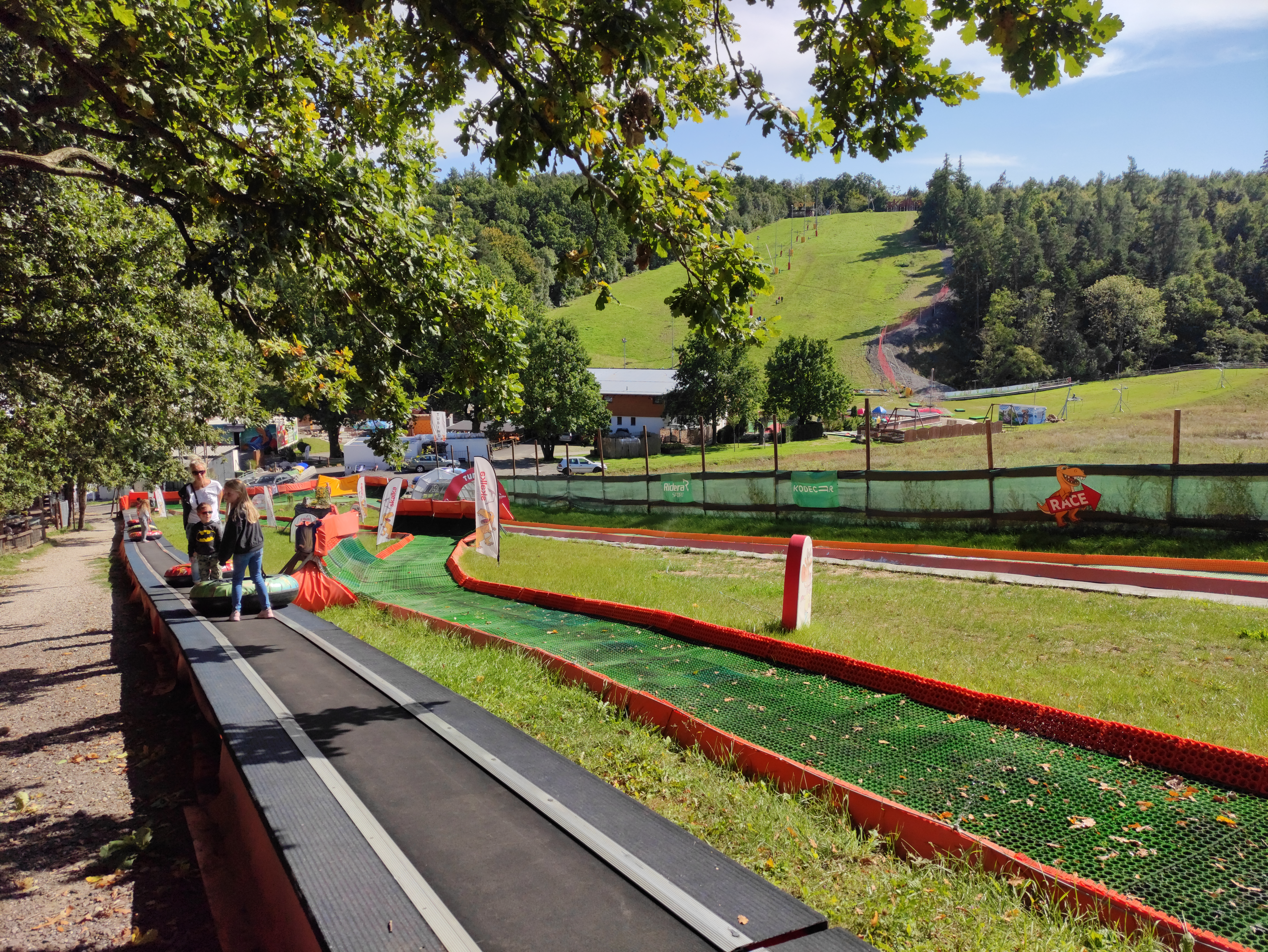
Areál Skalka a v pozadí sjezdovka na Záhumenici